# Гергель Марфа Іванівна
Марфа Іванівна Гергель (нар. 1924, тепер Черкаської області — ?) — українська радянська діячка, новатор сільськогосподарського виробництва, свинарка, завідувач свиноферми колгоспу «Україна» Іркліївського району Черкаської області. Депутат Верховної Ради УРСР 5-го скликання.

## Життєпис
Народилася у селянській родині. Рано втратила батьків.
Виховувалася у дитячому будинку при Іркліївській машинно-тракторній станції. Потім працювала в колгоспі Іркліївського району.
З 1946 року — свинарка, завідувач свиноферми колгоспу «Україна» села Скородистик Іркліївського району Черкаської області. У 1958 році виростила по 29 поросят від однієї свиноматки. Член КПРС.

## Нагороди
- орден Трудового Червоного Прапора (26.02.1958)